# Fodina insignis
Fodina insignis là một loài bướm đêm trong họ Noctuidae.